# Gualter Salles
Gualter Salles (Río de Janeiro, 28 de septiembre de 1970, ) es un piloto de automovilismo brasileño. Corrió en las CART Series entre 1997 y 2000, así como en 2003, participando en 49 carreras. Su mejor posición se dio en su última carrera, la Lexmark Indy 300 en Surfers Paradise, Australia, donde finalizó sexto. También corrió una carrera en 1999 en la IRL. Se retiró en 2007, tras varias temporadas en el Stock Car Brasil.

## Resultados

### IndyCar Series
(Clave) (negrita indica pole position) (cursiva indica vuelta rápida)

| Año     | Equipo              | 1      | 2      | 3      | 4      | 5      | 6      | 7      | 8      | 9      | 10     | 11      | 12     | 13     | 14     | 15     | 16   | 17     | 18    | 19     | 20  | Pos. | Puntos |
| ------- | ------------------- | ------ | ------ | ------ | ------ | ------ | ------ | ------ | ------ | ------ | ------ | ------- | ------ | ------ | ------ | ------ | ---- | ------ | ----- | ------ | --- | ---- | ------ |
| 1997    | Davis Racing        | MIA 15 | SRF 24 | LBH 18 | NZR 24 | RIO 19 | STL 12 | MIL 22 | DET 21 | POR 23 | CLE 19 | TOR 18  | MIS 10 | MDO 20 | ROA 13 | VAN 26 | LS 7 | FON 14 |       |        |     | 20.º | 10     |
| 1998    | Payton/Coyne Racing | MIA    | MOT 12 | LBH 13 | NZR    | RIO 20 | STL    | MIL    | DET    | POR    | CLE    | TOR 21  | MIS    | MDO 23 | ROA 17 | VAN    | LS   | HOU    | SRF   | FON    |     | 28.º | 1      |
| 1999    | Payton/Coyne Racing | MIA    | MOT    | LBH 27 | NZR    |        |        |        |        |        |        |         |        |        |        |        |      |        |       |        |     | 26.º | 5      |
| 1999    | Bettenhausen Racing |        |        |        |        | RIO 17 | STL    | MIL    |        |        |        |         |        |        |        |        |      |        |       | SRF 10 | FON | 26.º | 5      |
| 1999    | All American Racers |        |        |        |        |        |        |        | POR 27 | CLE 13 | ROA 20 | TOR 25  | MIS 15 | DET 11 | MDO 18 | CHI    | VAN  | LS     | HOU   |        |     | 26.º | 5      |
| 2000    | Dale Coyne Racing   | MIA 20 | LBH 22 | RIO 14 | MOT    | NZR    | MIL    | DET    | POR    | CLE    | TOR    | MIS     | CHI 22 | MDO 23 | ROA 20 | VAN    | LS   | STL    | HOU   | SRF    | FON | 30.º | 0      |
| 2003    | Dale Coyne Racing   | STP    | MTY    | LBH    | BRH    | LAU    | MIL 13 | LS     | POR 18 | CLE 17 | TOR    | VAN DNS | ROA 11 | MDO 17 | MTL 12 | DEN 18 | MIA  | MXC 15 | SRF 6 |        |     | 19.º | 11     |
| Fuente: |                     |        |        |        |        |        |        |        |        |        |        |         |        |        |        |        |      |        |       |        |     |      |        |